# Горный сосняк на отложениях палеогена
Горный сосняк на отложениях палеогена — региональный памятник природы с 1988 года, занесён в соответствующий кадастр как ООПТ Ульяновской области России. Расположен в 8-м квартале Сенгилеевского лесничества.

## Описание
Представляет собой естественные насаждения сосны, липы, берёзы. Средняя высота древесного яруса около 25 метров. Кустарниковая флора: вишня, бересклет, ракитник, кизильник, лазурник. Травяной ярус: вейник, ландыш, орляк, пиретрум.
Запрещаются все виды рубок, прогон и выпас скота.
В условиях недостатка финансирования научные и просветительские работы не ведутся.
Общая площадь 12 га.

## Основания для создания ООПТ и её значимость
Сосна в возрасте 130 лет естественного происхождения. Природоохранное значение: сохранение древних сосняков на каменистых отложениях и редких видов кустарника.

## Перечень основных объектов охраны
Сосняк тростниково-вейниково-ландышевый, кизильник черноплодный и лазурник трёхлопастной.